# Madirovalo
Madirovalo is een plaats en commune in het noordwesten van Madagaskar, behorend tot het district Ambato Boeny, dat gelegen is in de regio Boeny. Tijdens een volkstelling in 2001 telde de plaats 66.027 inwoners.
Bij de plaats bevindt zich een rivierhaven. De plaats biedt naast lager onderwijs ook middelbaar onderwijs aan. Tevens beschikt de stad over een eigen ziekenhuis. 85 % van de bevolking werkt als landbouwer, 8 % houdt zich bezig met veeteelt en 5 % verdient zijn brood als visser. Het belangrijkste landbouwproduct is rijst; andere belangrijke producten zijn pinda's, mais en zoete aardappelen. Verder is 2% actief in de dienstensector.